# Пхов (станція)
Пхов (біл. Пхо́ў, від рос. ПХОВ, пункт хозяйственного обеспечения водников) — проміжна залізнична станція Гомельського відділення Білоруської залізниці на лінії Калинковичі — Словечно між зупинним пунктом Калинковичі-Південні (5 км) та станцією Мозир (3,6 км). Розташований у північній частині міста Мозир Мозирського району Гомельської області.

## Пасажирське сполучення
Приміське пасажирське сполучення здійснюється щоденно поїздами регіональних ліній економкласу сполученням Калинковичі — Словечно.